# Magické oko

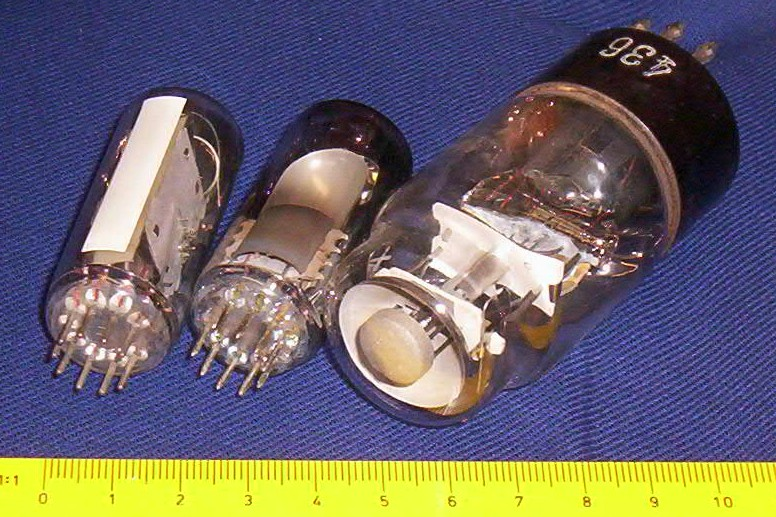
Různé typy magického oka

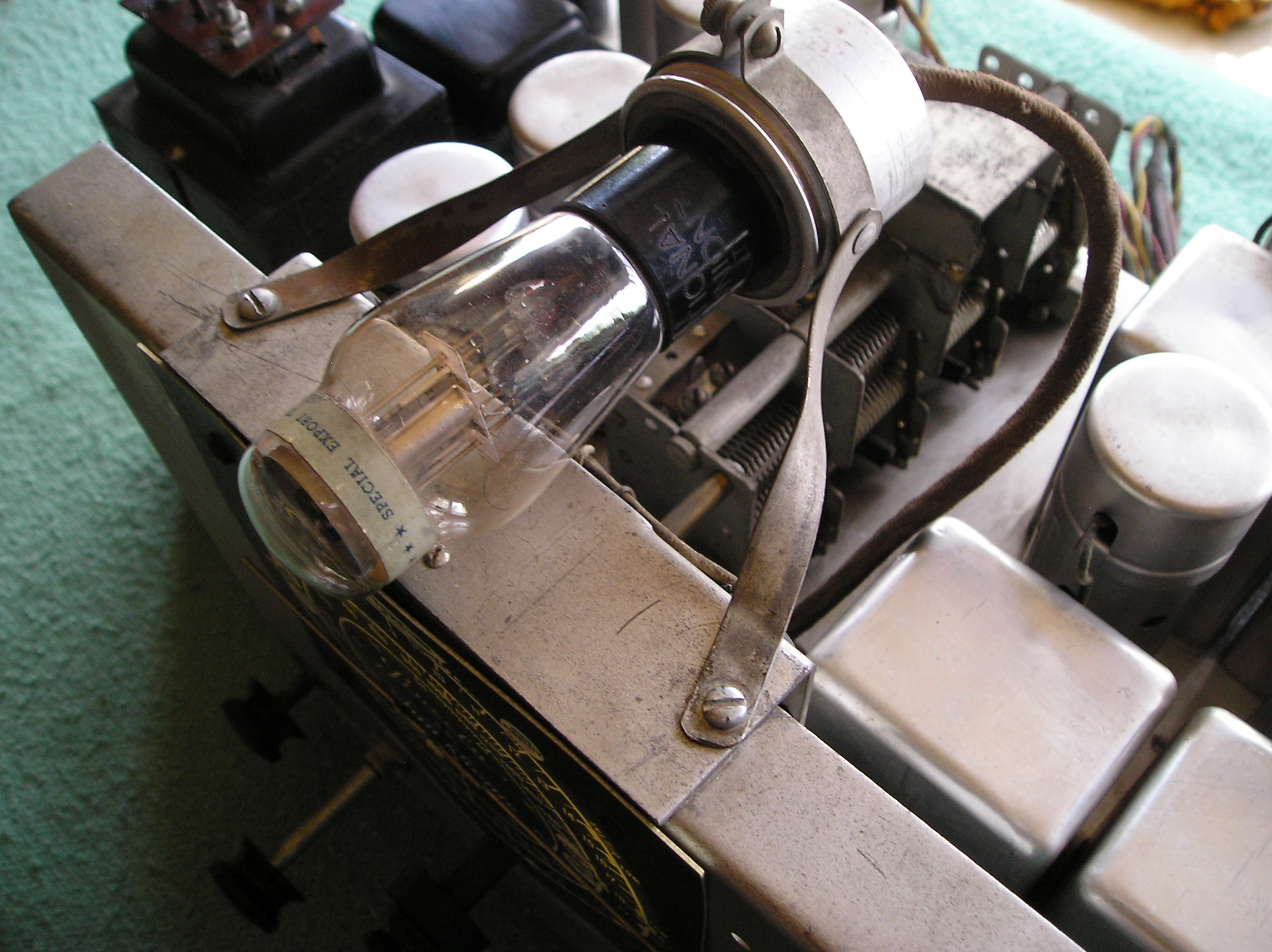
Přijimač Lincoln Symphonic – Magické oko 6E5 – USA 1935

Magické oko, správněji elektronový ukazatel ladění, je druh elektronky, který se používal k indikaci velikosti signálu v elektronických přístrojích přibližně od poloviny 30. let do konce 60. let. 20. století. Nahrazovalo tak v té době dražší mechanické ručičkové přístroje, obvykle designově pojatý miliampérmetr, zapojený v anodovém obvodu automatickým vyrovnáváním citlivosti řízené elektronky (typicky poslední mezifrekvenční stupeň superhetu).

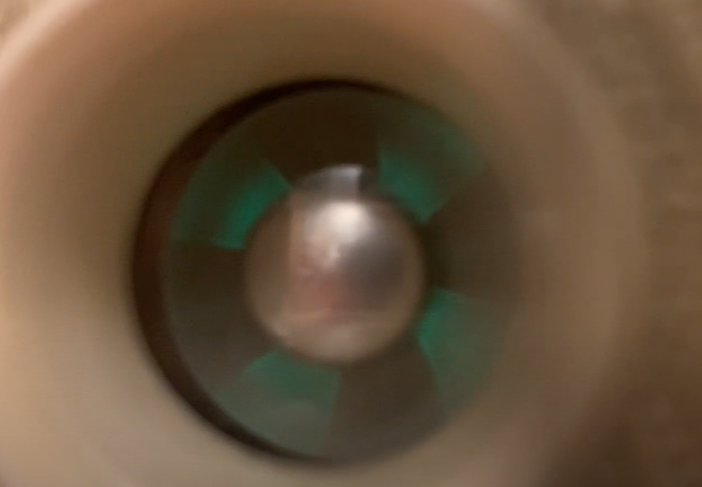
Magické oko EM11 v přijímači Tesla 623A Máj

V principu se jedná o triodu, na jejíž mřížku je přiváděno záporné řídicí napětí. Tato trioda má v anodovém obvodu zapojen odpor hodnoty řádově jednotek megaohmů. Napětí anody se tak v širokém rozsahu mění v závislosti na řídicím napětí mřížky. Součástí prvých konstrukcí magického oka je čelně umístěné miskovité stínítko, které má na vnitřní straně nanesen zeleně svítící luminofor. Žhavená katoda triodového systému je protažena až dovnitř misky stínítka, které je připojeno na plné anodové napětí cca 250V. Elektrony, vylétající z katody a dopadající na luminofor stínítka, jej rozsvěcují. V cestě elektronům však stojí vychylovací elektroda (často i pouhý tenký kolík), spojená s anodou řídicí triody. Pokud je na řídicí mřížce triody malé či žádné ovládací napětí, je trioda plně otevřena a spád napětí na jejím anodovém (zatěžovacím) odporu je vysoký. Anoda, a tudíž i elektroda stojící v cestě elektronů uvnitř stínítka má vůči němu mnohem nižší potenciál, čímž od sebe odklání elektrony. Na rozzářeném stínítku magického oka se tak objeví temná výseč. Se zvyšujícím se záporným napětím na řídicí mřížce triody se tato uzavírá, spád napětí na anodovém zatěžovacím odporu se snižuje a napětí na anodě triody stoupá. Stejně tak stoupá napětí vychylovací elektrody uvnitř stínítka, ta přestává odpuzovat prolétávající elektrony a temná výseč na stínítku se uzavírá.
Prvé americké typy magických ok měly uvnitř stínítka pouze jednu odkláněcí elektrodu a obraz na stínítku oka připomínal nakrojený dort. Evropská magická oka mívala tvar obrazce na stínítku v podobě kříže. Dva úzké stíny tvořily drátové nosníky středního kloboučku, který odstiňoval nežádoucí rudou záři žhnoucí katody. Tyto tenké stíny se neměnily. Protažené drátové nosníky anody řídicí triody pak byly oněmi elektrodami, vytvářející dva protilehlé stíny; výseče, zužující a rozšiřující se podle řídicího napětí mřížky triody.
Postupným vývojem došli konstruktéři elektronek k magickému oku s "dvojí citlivostí". Byl to způsob jak zvýšit citlivost magického oka pro malá řídicí napětí a zároveň umožnit indikaci i při vysokých řídicích napětích. Dosáhli toho rozdělením anody řídicí triody na dvě různě veliké samostatné části. Větší část anody tvořila systém s vyšší citlivostí, menší část anody pak méně citlivý systém. Každý z těchto systémů má svou řídicí elektrodu (tyčinku) uvnitř stínítka a každá nezávisle vytváří svůj stín. Jak obrazec na stínítku takto konstruovaného magického oka vypadá, je vidět na živém obrázku v připojené galerii; je to typ EM11. Je dobře vidět, jak horní výseč oka je již plně uzavřena, zatímco dolní výseč (systém s nižší citlivostí) se teprve uzavírá.

## Praktická použití magického oka
Elektronka typu "magické oko" byla původně určena pro přesnou indikaci naladění rozhlasového přijimače "na střed", tedy na maximální úroveň detekovaného nosného kmitočtu přijímané stanice. To aby reprodukce špatně naladěného rádia "netahala za uši". Zároveň magické oko naznačovalo, že přijimač jím vybavený patří k těm luxusnějším a representativnějším.
Ukázalo se však, že magické oko může být i šikovným doplňkem měřicích přístrojů, kdy je jím umožněna detekce minimálního či maximálního nastavení, typicky různé měřicí můstky.
Velmi široké uplatnění pak nalezlo magické oko u magnetofonů pro domácí i profesionální použití. Pro generaci elektronkových přístrojů bylo jeho použití velmi výhodné, protože jako ukazatel úrovně modulace nevykazovalo nežádoucí setrvačnost ručkových měřicích přístrojů.

## Postupný vývoj konstrukce magického oka
Elektronický ukazatel ladění, magické oko, zákonitě prodělávalo vývoj, stejně jako celá radiotechnika, pro kterou bylo původně určeno. Již byla výše zmíněna konstrukce magického s dvojí citlivostí. Vývoj však šel dál.
Na rozdíl od americké konstrukční rozmařilosti byla evropským trendem úsporná konstrukce přijimačů, ovšem taková, aby úspory nebyly na úkor kvality. Podstatné tu bylo snižování počtu potřebných elektronek. A magické oko přece byla elektronka... proč jej nevyužít i jiným způsobem?
Tato úvaha vedla konstruktéry firmy Telefunken k zavedení nového typu elektronky, totiž kombinace magického oka s pentodou s proměnnou strmostí (selektodou). Řídicí elektrody, určující velikost výsečí na stínítku oka, byly tentokrát spojeny se stínicí mřížkou pentodového systému, a napětí těchto elektrod bylo určováno spádem na jejím zatěžovacím odporu. Telefunken tuto kombinovanou elektronku vyráběl ve své "harmonické serii" pod označením EFM11, firma Philips pak obdobnou elektronku nabízela ve své "rudé serii" pod označením EFM1.
Magické oko se měnilo i tvarově. S nástupem modernějších novalových elektronek se čelně umístěné kruhové stínítko (miska) změnilo na bočně umístěné škeblovité stínítko, magické oko se tak změnilo na "magický vějíř". Jak takový magický vějíř vypadal. je možno vidět na živém obrázku v galerii, je to typ EM80. Ani to nebylo konečné stadium vývoje magického oka. Poslední konstrukce (EM84), kromě zelené záře, už prvá magická oka nikterak nepřipomínaly; na boku baňky elektronového ukazatele elektronový systém vytvářel na naneseném luminoforu úzké světelné sloupce, které se v závislosti na řídicím napětí k sobě více či méně přibližovaly. Fantasie konstruktérů i designérů zde jakoby neměla hranic.

## Galerie

Různé typy magického oka
EM11
EM80
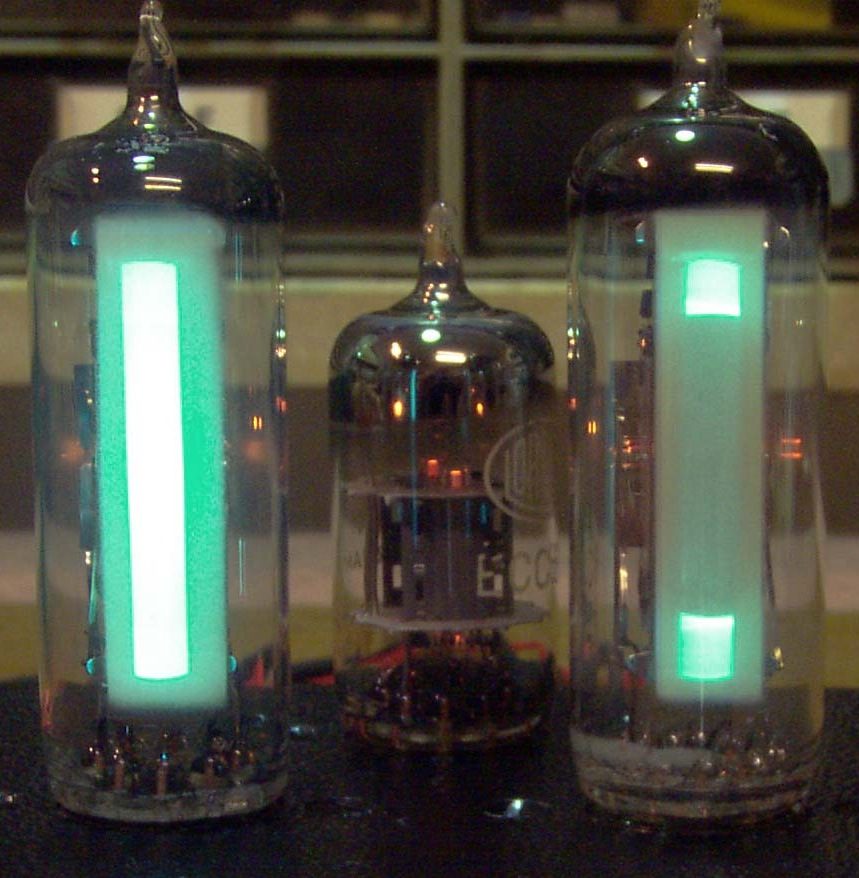
EM84